# Paula Krauß
Paula Krauß (19. November 1875 in Wien – nach 1904) war eine österreichische Theaterschauspielerin.

## Leben
Krauß, die Tochter des Schauspielerehepaars Johann und Josefine Krauß (auch Josephine Krauß), wurde von Olga Lewinsky zur Schauspielerin ausgebildet. Sie debütierte 1889 in Preßburg als „Susanne“ in dem Lustspiel Die Welt, in der man sich langweilt von Édouard Pailleron. Nach drei Jahren ging sie 1893 ans Raimundtheater. Dort blieb sie sieben Jahre und wurde dann 1902 an das Theater in der Josefstadt engagiert (Antrittsrolle: „Paulina“ in Ehrbare Mädchen). Am Theater in der Josefstadt wirkte sie bis 1904.
Sie vertrat das Fach der sentimentalen Liebhaberinnen und der jugendlichen Salondamen. Ludwig Eisenberg hebt in seinem Großen biographischen Lexikon der Deutschen Bühne im XIX. Jahrhundert Krauß’ „fein ausgeglichenes Spiel“ hervor. 
Von ihren Darbietungen sind „Bertha“ in Die Ahnfrau, „Desdemona“, „Melitta“ sowie „Mali“ in Katherl (Wiener Volksstück von Max Eugen Burckhard) und Cäcilie in Gebildete Menschen erwähnenswert.